# 과학자 목록
이 문서는 과학자의 목록을 포괄하는 문서이다.

## 일반 분류
- 여자 과학자 목록
- 생물학자 목록
- 컴퓨터 과학자 목록
- 물리학자의 목록
- 사람 이름을 딴 화학 원소 목록

## 국가별, 민족적 배경에 따른 분류
- 독일 과학자의 목록
- 러시아 과학자의 목록
- 미국 과학자의 목록
- 스웨덴 과학자의 목록
- 영국 과학자의 목록
- 이탈리아 과학자의 목록
- 중국 과학자의 목록
- 프랑스 과학자의 목록
- 크로아티아의 과학자 목록
- 세르비아의 과학자 목록

## 같이 보기
- 공학자의 목록